# Laila Klarskov
Laila Klarskov født Ankerstjerne 7. december 1965 i Rødovre, er en tidligere dansk atlet fra Glostrup IC.

## Danske mesterskaber
- Bronze 1991 100 meter hæk 14,66
- Sølv 1990 400 meter hæk 61,79
- Sølv 1988 400 meter hæk 62,89
- Bronze 1985 400 meter hæk 66,68
- Guld 1985 4 x 800 meter 9:48,6
- Bronze 1982 4 x 100 meter 48,85

## Personlige rekorder
- 100 meter hæk: 14,66 1991
- 200 meter hæk: 28,10 1990
- 400 meter hæk: 61,79 1990